# Zurzach (huyện)
Zurzach là một huyện ở bang Argau với thủ phủ hành chính là Zurzach. Huyện này gồm Studenlands và toạ lạc phía đông bắc bang.

## Municipalities
| Huy hiệu       | Đô thị         | Dân số (31 tháng 12 năm 2005) | Diện tích, km² |
| -------------- | -------------- | ----------------------------- | -------------- |
| Baldingen      | Baldingen      | 266                           | 2.82           |
| Böbikon        | Böbikon        | 179                           | 2.60           |
| Böttstein      | Böttstein      | 3764                          | 7.43           |
| Döttingen      | Döttingen      | 3391                          | 6.92           |
| Endingen       | Endingen       | 1842                          | 8.46           |
| Fisibach       | Fisibach       | 381                           | 5.77           |
| Full-Reuenthal | Full-Reuenthal | 832                           | 4.82           |
| Kaiserstuhl    | Kaiserstuhl    | 420                           | 0.32           |
| Klingnau       | Klingnau       | 2924                          | 6.71           |
| Koblenz        | Koblenz        | 1568                          | 4.09           |
| Leibstadt      | Leibstadt      | 1282                          | 6.39           |
| Lengnau        | Lengnau        | 2434                          | 12.67          |
| Leuggern       | Leuggern       | 2102                          | 13.76          |
| Mellikon       | Mellikon       | 255                           | 2.70           |
| Rekingen       | Rekingen       | 953                           | 3.10           |
| Rietheim       | Rietheim       | 677                           | 3.92           |
| Rümikon        | Rümikon        | 210                           | 2.91           |
| Schneisingen   | Schneisingen   | 1226                          | 8.26           |
| Siglistorf     | Siglistorf     | 557                           | 5.51           |
| Tegerfelden    | Tegerfelden    | 1017                          | 7.11           |
| Unterendingen  | Unterendingen  | 357                           | 3.45           |
| Wislikofen     | Wislikofen     | 336                           | 3.75           |
| Zurzach        | Zurzach        | 4055                          | 6.52           |
| Total          |                | 31.028                        | 129.99         |